# 庄司創
庄司 創（しょうじ はじめ）は、日本の漫画家。
アフタヌーン四季賞2008年秋の四季大賞を受賞した「三文未来の家庭訪問」が『月刊アフタヌーン』（講談社）2009年4月号に掲載されデビュー。以降同誌で読み切り作品を数度に渡り発表した後、2012年1月号から開始した『勇者ヴォグ・ランバ』で連載デビューした。

## 作品リスト
- 三文未来の家庭訪問（『月刊アフタヌーン』2009年4月号付録「四季賞PORTABLE Vol.12 2008秋」） - アフタヌーン四季賞 2008秋 四季大賞受賞作。
- 辺獄にて（『月刊アフタヌーン』2009年11月号）
- パンサラッサ連れ行く（『月刊アフタヌーン』2010年9月号）
- 勇者ヴォグ・ランバ（『月刊アフタヌーン』2012年1月号 - 2013年3月号） - 初連載[2]。
- 白馬のお嫁さん（『月刊アフタヌーン』2014年5月号 - 2016年7月号）

## 書籍リスト
- 勇者ヴォグ・ランバ（2013年刊、全2巻）
  1. 2013年1月23日発売、ISBN 978-4-06-387819-6[3]
  2. 2013年2月22日発売、ISBN 978-4-06-387872-1[2]
- 三文未来の家庭訪問（2013年3月22日発売、ISBN 978-4-06-387878-3[4]、全1巻）
  - 併録「辺獄にて」「パンサラッサ連れ行く」
- 白馬のお嫁さん（2014年 - 2016年刊、全3巻）
  1. 2014年11月21日発売、ISBN 978-4-06-388013-7[5]
  2. 2015年9月23日発売、ISBN 978-4-06-388088-5[6]
  3. 2016年8月23日発売、ISBN 978-4-06-388181-3[7]